# بيل لان
بيل لان (بالإنجليزية: Laurence W. Lane Jr.)‏ هو دبلوماسي أمريكي، ولد في 7 نوفمبر 1919 في دي موين في الولايات المتحدة، وتوفي في 31 يوليو 2010 بسبب فشل تنفسي.

## وصلات خارجية
- بيل لان على موقع إن إن دي بي (الإنجليزية)